# .300 Lapua Magnum

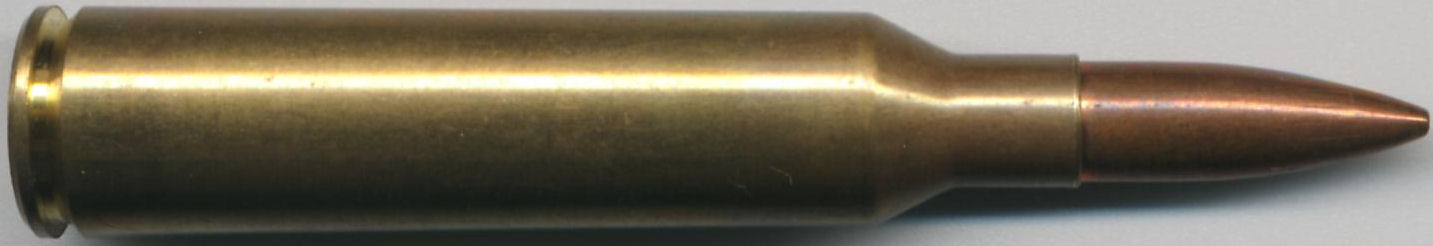
Um cartucho .300 Lapua Magnum.

O cartucho .300 Lapua Magnum (ou 7,62×70mm), é um cartucho de fogo central magnum, para rifle sem aro em forma de "garrafa", especializado desenvolvido para rifles de longo alcance. O cartucho de sucesso comercial .338 Lapua Magnum funcionou como o case pai do .300 Lapua Magnum, que é essencialmente uma versão com o "pescoço" mais estreito do .338 Lapua Magnum. O estojo do cartucho .338 foi usado para isso, pois tem a capacidade de operar com altas pressões de câmara que, combinadas com balas menores e, portanto, mais leves resultam em velocidades de saída do cano muito altas.

## Histórico
O fabricante finlandês de munições Lapua obteve o certificado C.I.P. (Commission Internationale Permanente pour l'Epreuve des Armes à Feu Portatives) para o .300 Lapua Magnum certificada, por isso tornou-se um membro oficialmente registrado e sancionado da "família" finlandesa de 70 mm de cartuchos de rifle super magnum. O .300 Lapua Magnum não está mais disponível comercialmente hoje e atualmente (2007) existe apenas como uma ficha de dados C.I.P. No entanto, ainda é usado por alguns atiradores que produzem os estojos de latão do .338 Lapua Magnum remodelando o "ombro" e o "pescoço" e carregando-as manualmente com balas de calibre .30.